# Große Saline von Salins-les-Bains
Die Große Saline von Salins-les-Bains wurde 2009 von der UNESCO zum Weltkulturerbe ernannt, als Erweiterung der bereits 1982 ernannten königlichen Saline in Arc-et-Senans.
Die große Saline war eine Stadt in der Stadt Salins-les-Bains, mit eigener Stadtmauer, eigenen Wohngebäuden, eigener Gerichtsbarkeit und Verwaltung sowie einer eigenen Kirche. Sie lag zwischen dem nördlichen Stadtteil Bourg-Dessous mit der Kirche Saint Maurice und dem südlichen Stadtteil mit der Kirche Saint-Anatoile.

## Geschichte
Schon in keltischer Zeit war das Stadtgebiet besiedelt. Auf den Bergen befanden sich Befestigungsanlagen. Die Bewohner der Ansiedlung lebten vom Handel mit dem inneren Gallien und Italien und von den Einnahmen aus der Salzgewinnung. Eine hohe Bevölkerungszahl ist wahrscheinlich, einige Forscher sehen in Salins das von Caesar beschriebene gallische Oppidum Alesia, in dem die gallische Truppen von den Römern vernichtend geschlagen wurden. Danach wurde die Gegend Teil des römischen Imperiums und der Provinz Germania superior mit der Hauptstadt Mogontiacum zugeordnet. Unter der römischen Herrschaft wurde die Ausbeutung der salzhaltigen Quellen fortgesetzt. Im Jahre 523 werden die Ansiedlung erstmals als Salinarum und die Salzindustrie zum ersten Mal urkundlich erwähnt.
Um das Jahr 1000 hat die heutige Stadt zwei Besitzer: Der Nordteil gehört dem Grafen von Burgund, der Südteil der Stadt gehörte mit den Salinen dem Sire de Salins. Im 13. Jahrhundert gelangte einer dieser Herren, Jean de Chalon der Ältere zu großer Macht im Burgund. Da er auf die Einnahmen aus den Salzquellen bauen konnte, hatte er finanziell eine Sonderstellung inne. 1249 gewährte er der Stadt Salins weitgehende Freiheiten. Die Befestigungen wurden verstärkt, Burgen zum Schutz der Saline errichtet und Kirchen gebaut. Salins wurde wirtschaftlicher Mittelpunkt der Bourgogne-Franche-Comté und mit 5700 Einwohnern im 17. Jahrhundert zweitgrößter Ort des Landes. Damit wurde sogar die damalige Hauptstadt Dole übertroffen.
Diese Blüte dauerte bis zur Annexion der Franche-Comté durch das Königreich Frankreich im Jahr 1674. Die Stadt büßte ihre führende Stellung ein, da Besançon Hauptstadt der zentralisierten Provinz wurde. Die Salzindustrie von Salins wurde modernisiert und ausgebaut. Claude-Nicolas Ledoux errichtete eine weitere Salinenanlage im Wald von Chaux, 21 Kilometer von Salins entfernt, die mit der Sole aus Salins betrieben wurde. Auch diese Produktionsstätten wurden durch neue Festungsanlagen und eine Garnison geschützt. Die Stadt Salins erhielt den Titel Place de guerre. Aufgrund der wirtschaftlichen Entwicklung stieg die Einwohnerzahl bis 1789 auf über 8000.
Mit der in diesem Jahr ausbrechenden Revolution begann Salins' wirtschaftlicher Niedergang. Bei der Einführung der neuen Departements erhielt jedoch das südlich gelegene, kleinere Lons-le-Saunier den Status der Hauptstadt. Das im neuen Département Jura abseits gelegene Salins wurde Kantonssitz. 1825 brannte der gesamte Südteil der Stadt ab, der Wiederaufbau dauerte Jahre.
Gleichzeitig warf die Salzindustrie weniger Gewinn ab, da andernorts kostengünstiger produziert werden konnte. Wie in anderen Salzstädten auch, versuchten die Stadtväter, die heilenden Eigenschaften der Sole zu vermarkten. Salins wurde zur Kurstadt ausgebaut, die 1857 eine direkte Bahnverbindung nach Paris erhielt. Mit dem Ende des französischen Kaiserreichs 1871 war auch die Förderung des Kurbads durch Angehörige der kaiserlichen Familie beendet.
1962 wurde die Saline geschlossen und die Kurgäste wurden immer weniger. So fiel die Einwohnerzahl bis heute auf unter 2800 Personen.

## Die große Saline

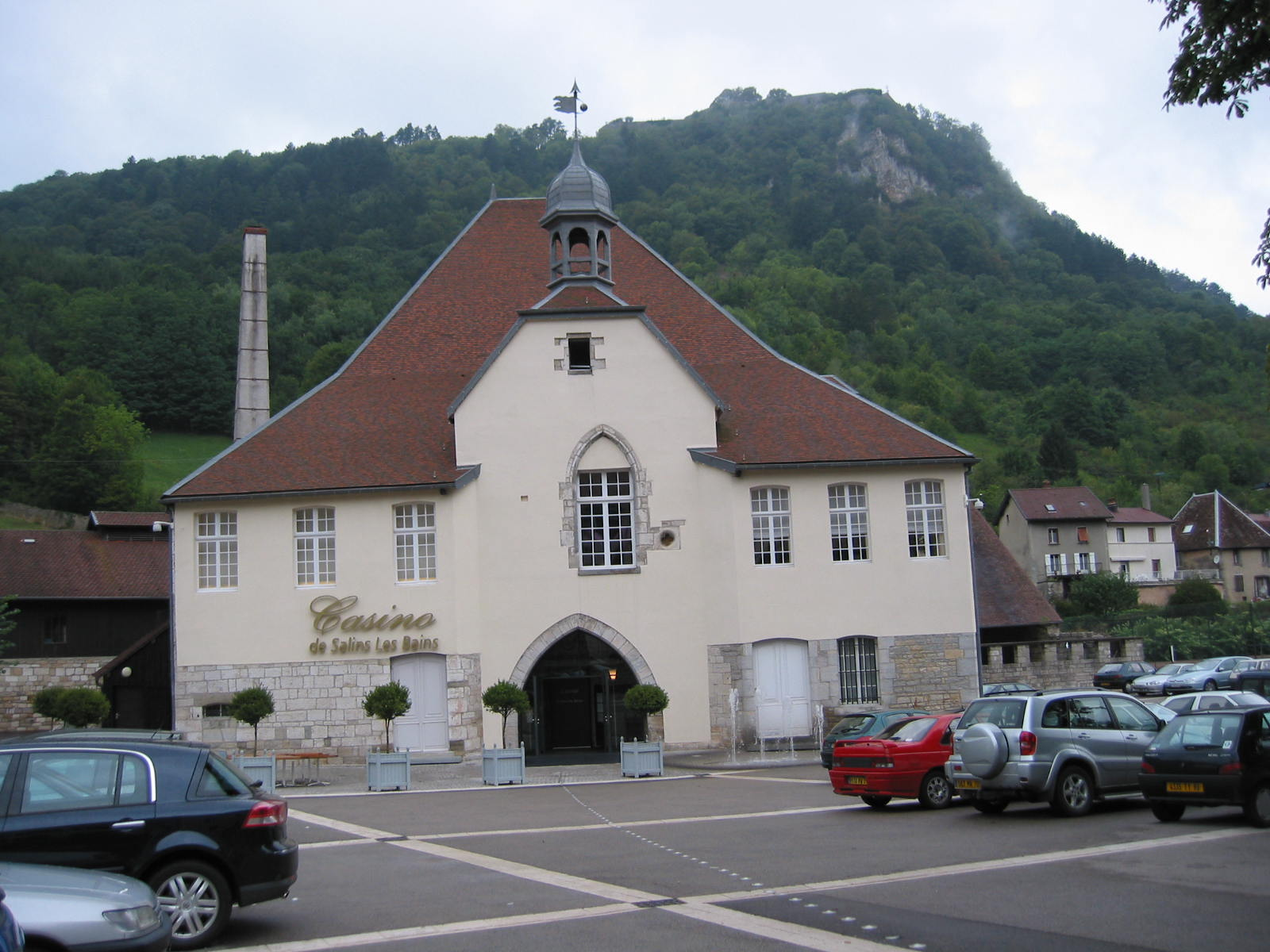
Das ehemalige Haus des Direktors der Saline, heute Spielcasino

Die Saline wurde erstmals 791 in einer Urkunde des Klosters Flavigny erwähnt, obwohl sie zu diesem Zeitpunkt vermutlich schon seit Jahrhunderten ausgebeutet wurde. Im Mittelalter wurde Salz als „Weißes Gold“ bezeichnet, Salzproduktion und Handel warfen enorme Gewinne ab. Die Salzquellen des Orts wurden schon im 13. Jahrhundert durch unterirdische Stollen besser zugänglich gemacht. Auch wurden zusätzliche Brunnen gebohrt.
Nach dem Anschluss an Frankreich wurden die Salzquellen im 17. Jahrhundert samt der Anlagen Staatsbesitz. Verschiedene Unternehmen pachteten die Anlagen. Ab dem 18. Jahrhundert konnte die gewonnene Sole mit Hilfe der Wasserkraft des Flusses Furieuse nach oben gepumpt werden. Bis dahin wurde dies mit bloßer Muskelkraft bewerkstelligt. In den oberirdischen Produktionsstätten kochte man die Sole in riesigen Pfannen 12–18 Stunden lang, bis das Wasser verdampft war und das Salz zum Trocknen zu Ballen geformt werden konnte.
Mit der Zeit wurden jedoch immer bessere und günstigere Produktionsmethoden entwickelt, so dass die Saline von Salins nicht mehr rentabel betrieben werden konnte. Außerdem benötigte man zum Sieden Holz als Brennstoff, den die Wälder um Salins nicht mehr liefern konnten. So wurde ein Teil der Produktion schon im 18. Jahrhundert nach Chaux verlegt, wo man den großen Wald Forêt de Chaux ausbeuten konnte. Die Versorgung mit Kohle erwies sich ebenfalls als unwirtschaftlich.

### Anlagen
Durch einige Brände und Abrisse ist die Große Saline, ehemals eine Stadt in der Stadt, nicht mehr vollständig erhalten. Von der Befestigung kann man noch einige Abschnitte der Mauer, zwei Türme und das Haupttor sehen. An Gebäuden ist noch das Haus des Direktors erhalten (heute Casino), eine Produktionshalle mit Salzpfannen (Museum) und ein Nebengebäude (Touristeninformation). Unterirdisch sind die Stollen aus dem 13. Jahrhundert mit ihren romanischen Bögen vollständig erhalten. Auch die technischen Einrichtungen wie Pumpe, Abwassersystem von salzigem Wasser (Sole) und Süßwasser (zum Antrieb der Pumpe) werden gezeigt. Das restliche Gelände ist in Grünanlagen umgewandelt worden.

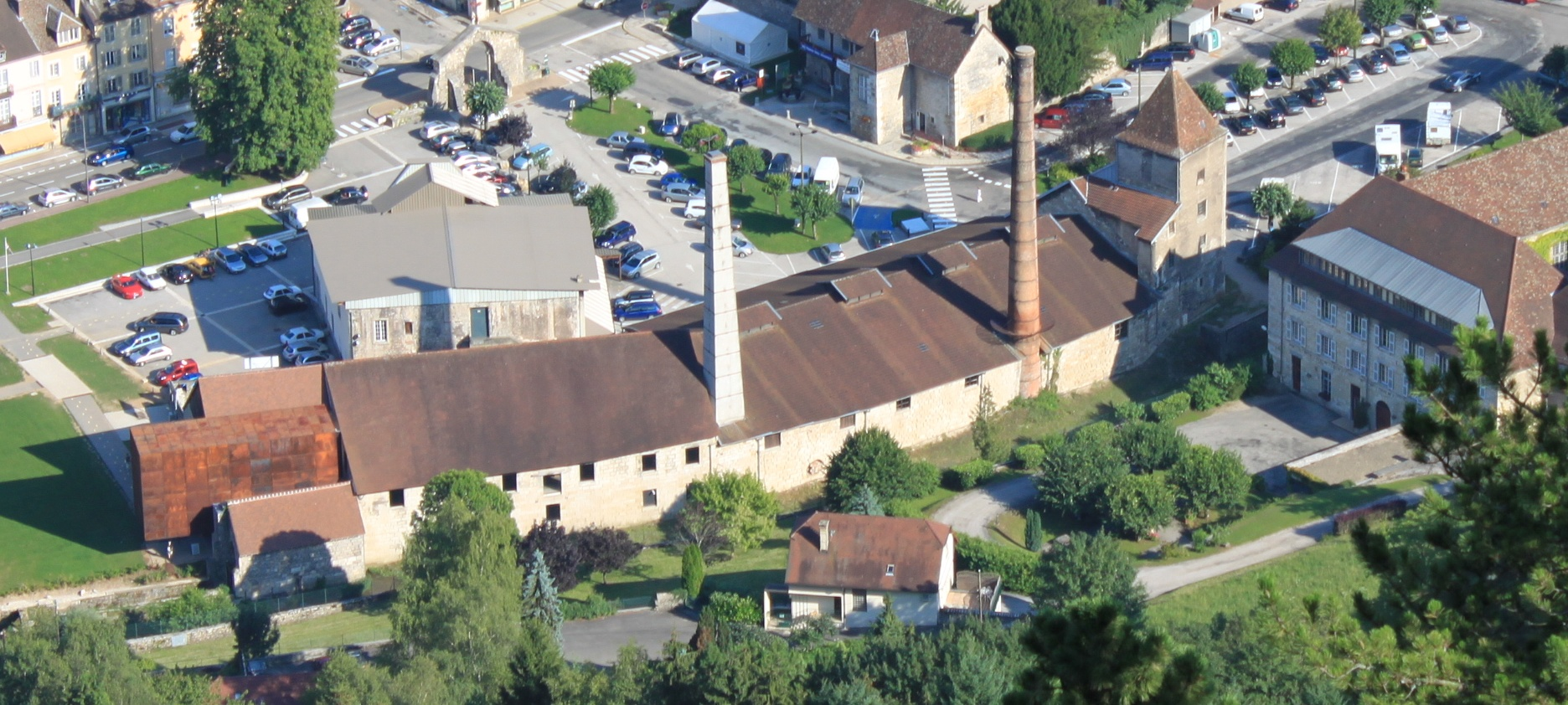
Ansicht vom Fort Saint-André
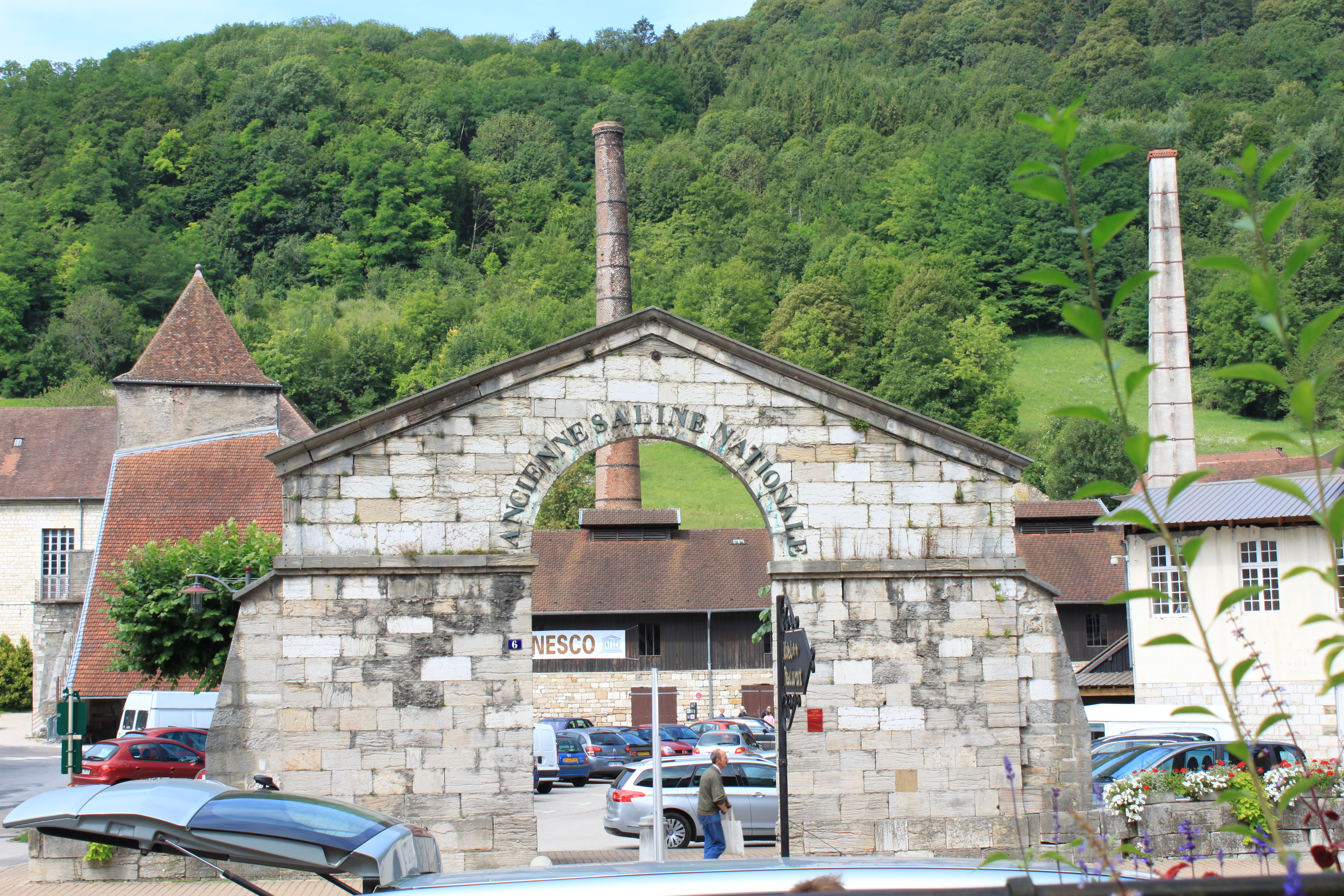
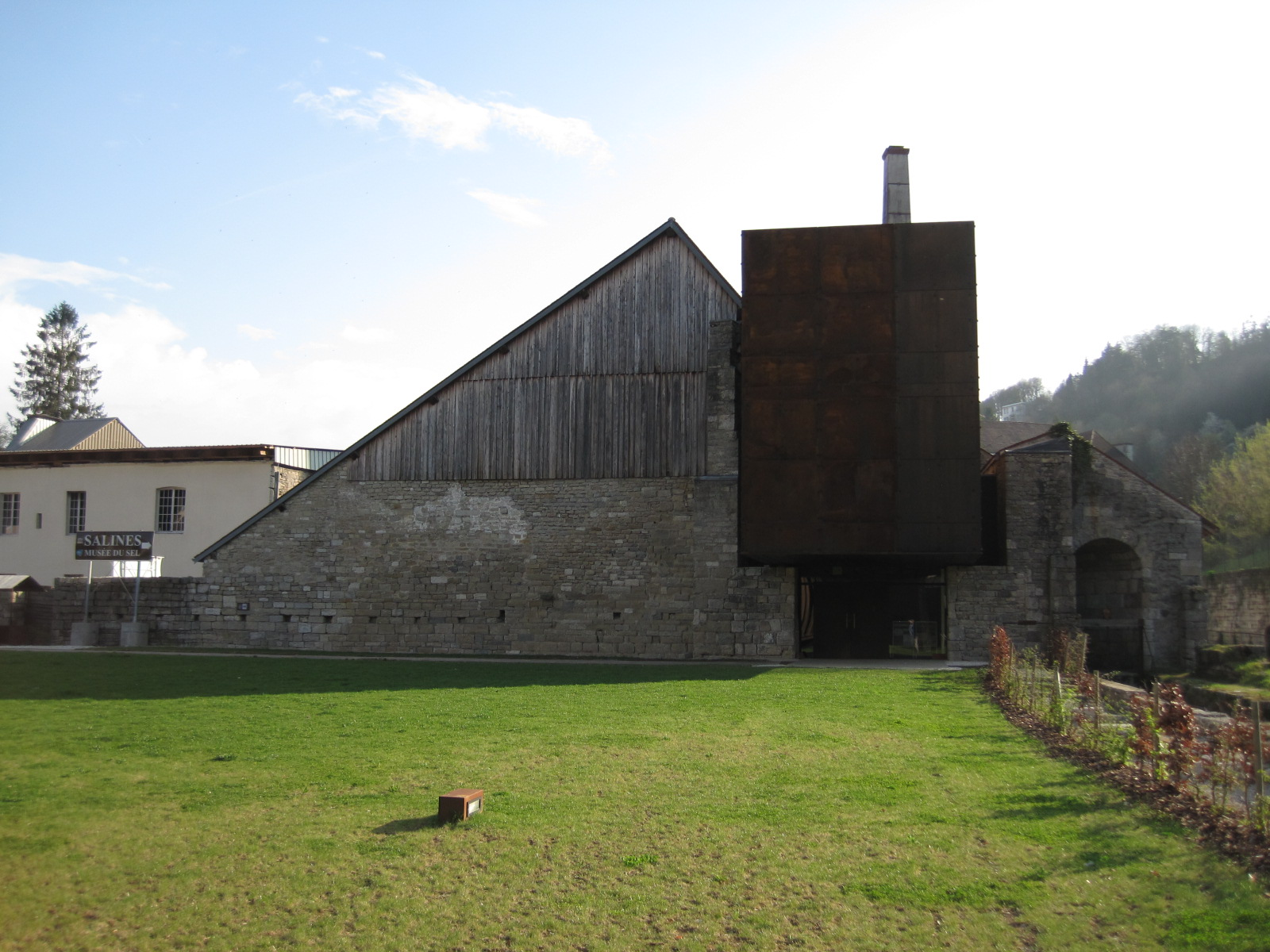
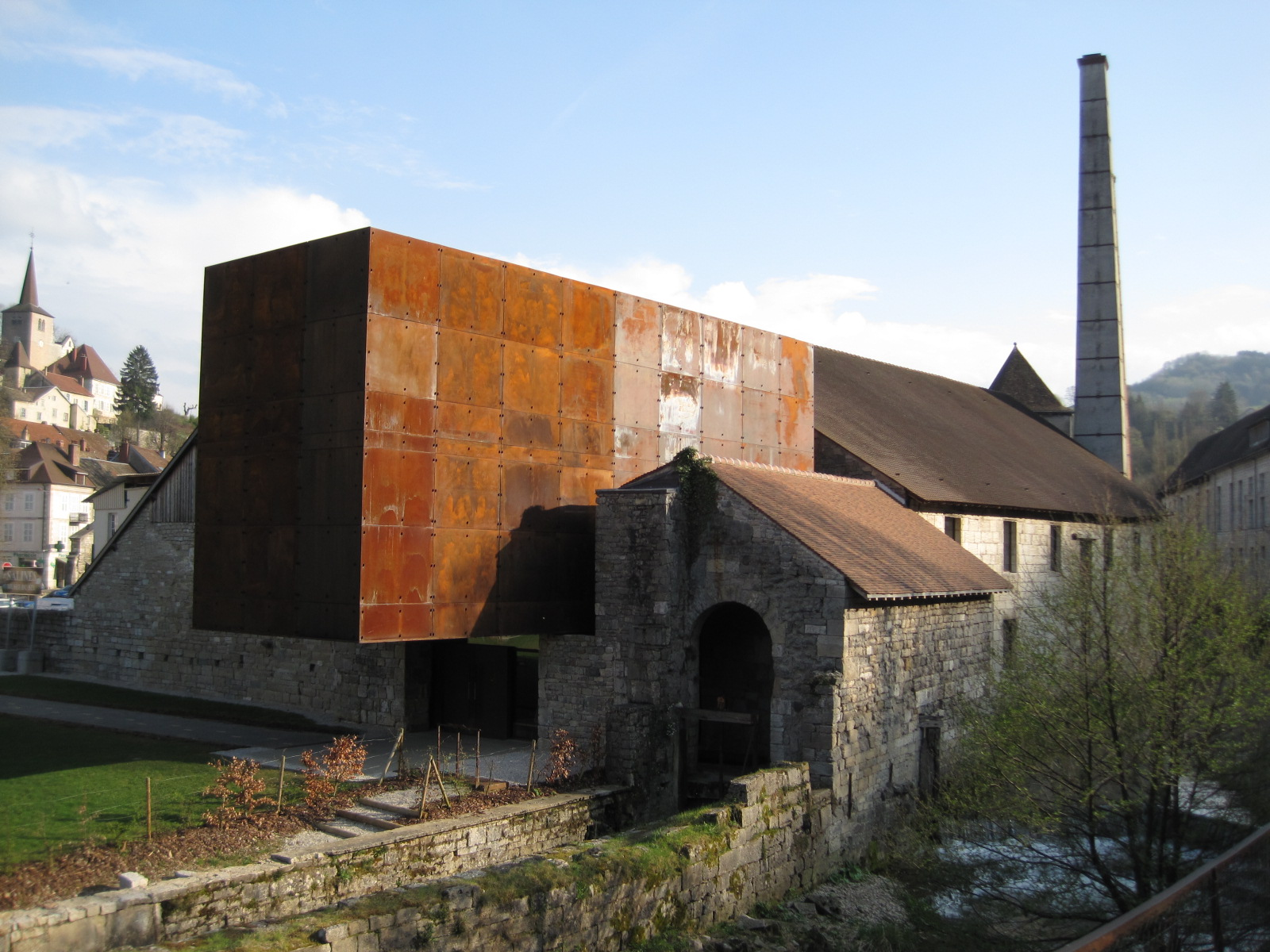
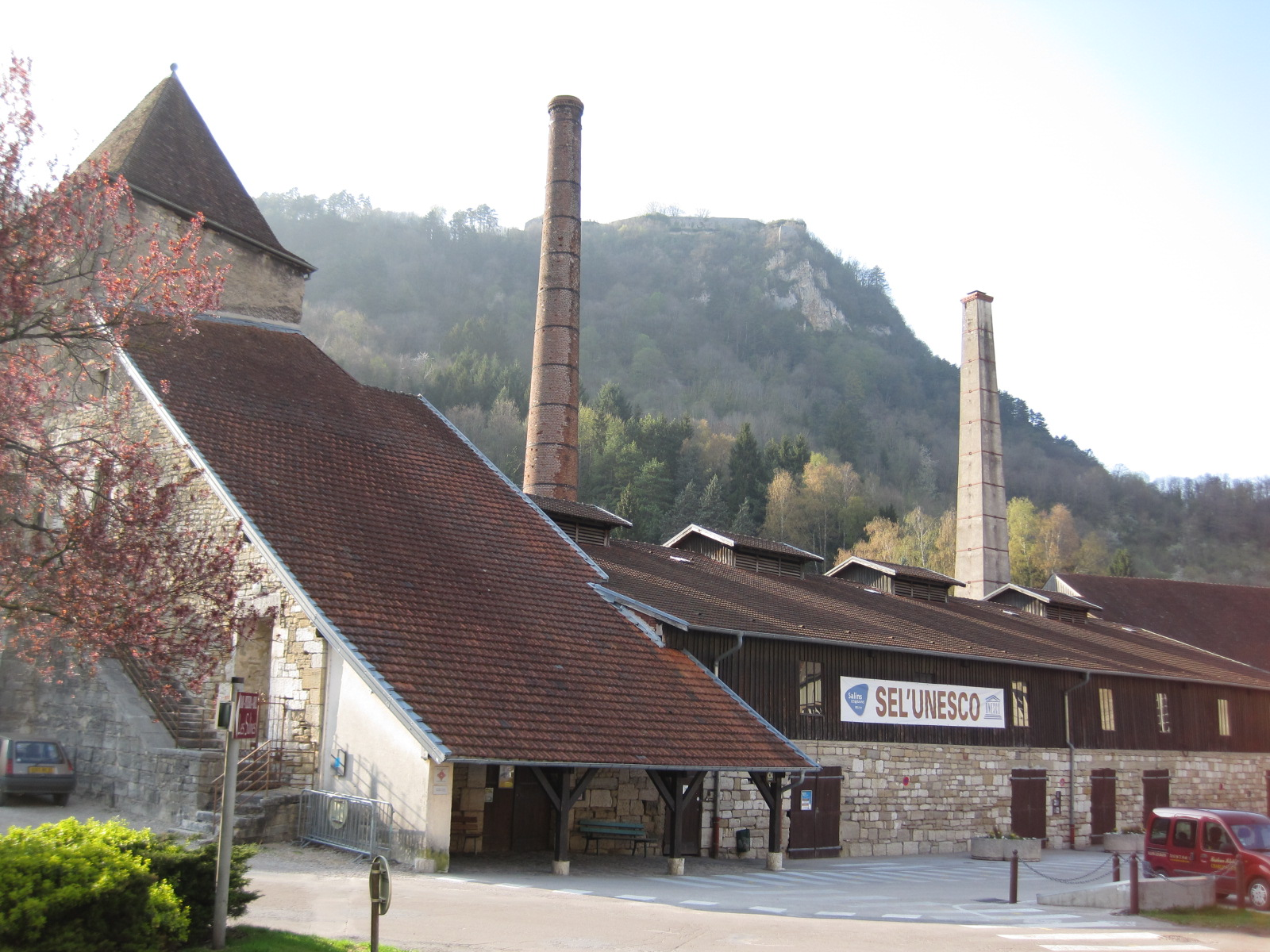
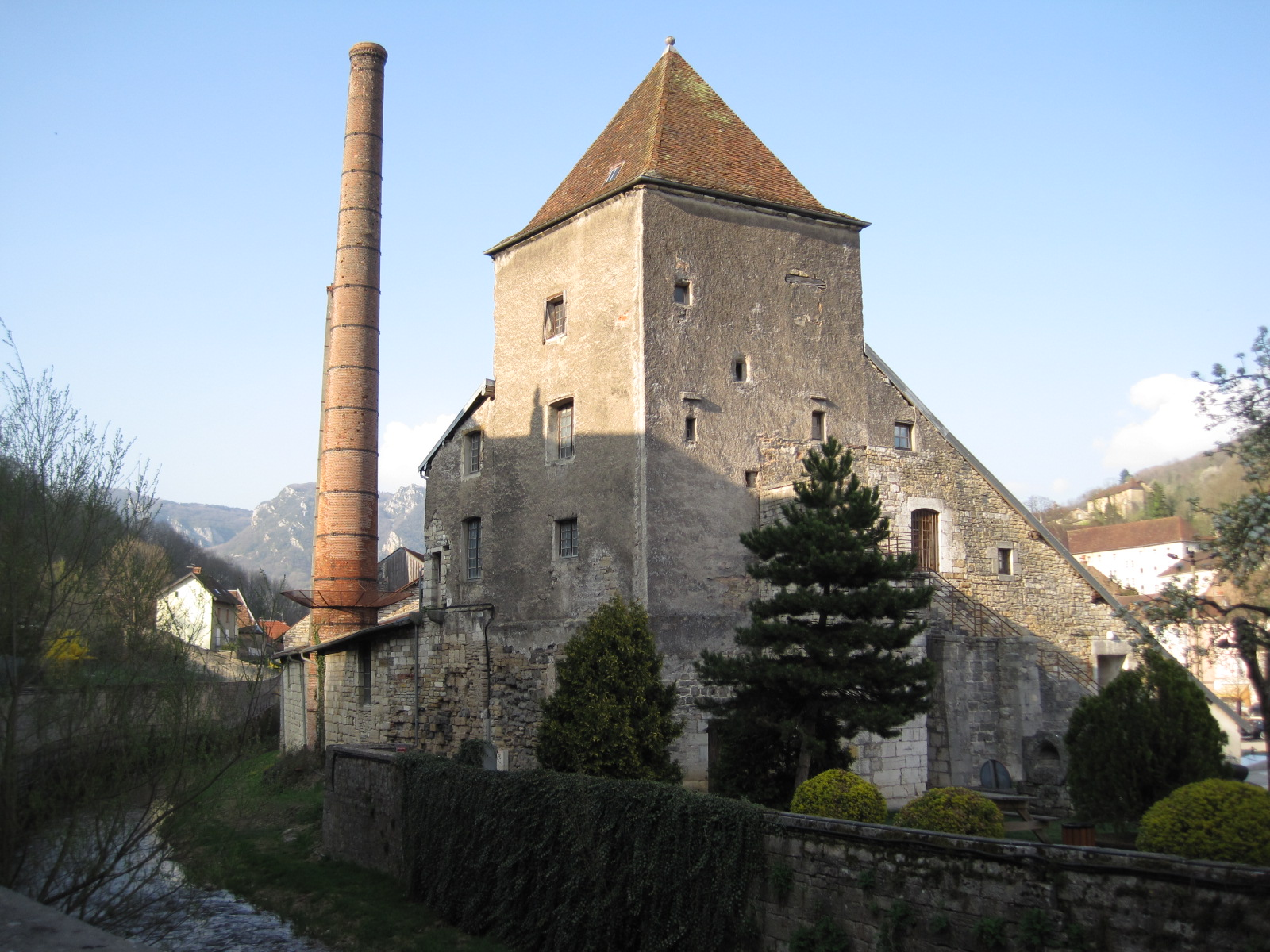
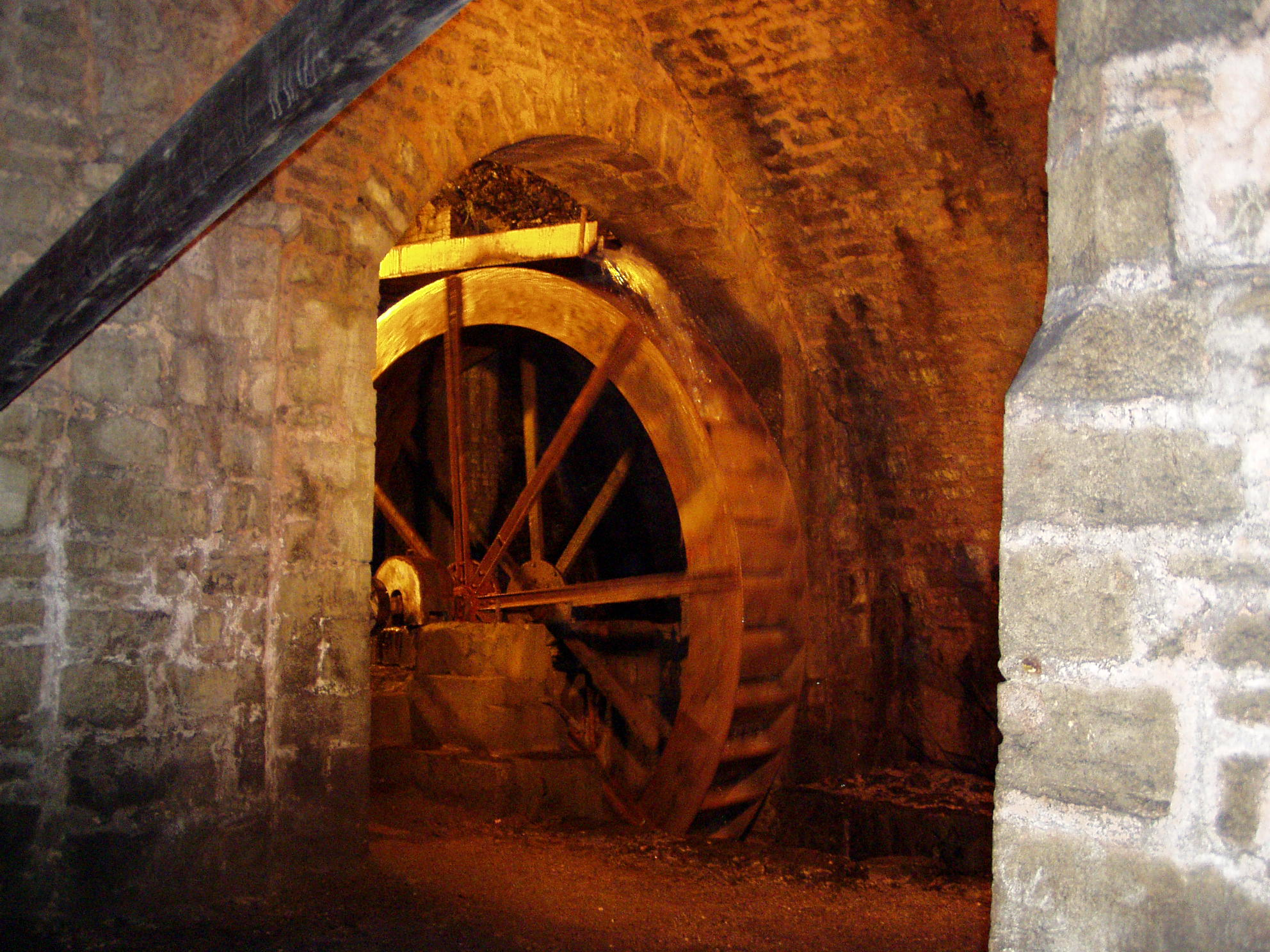
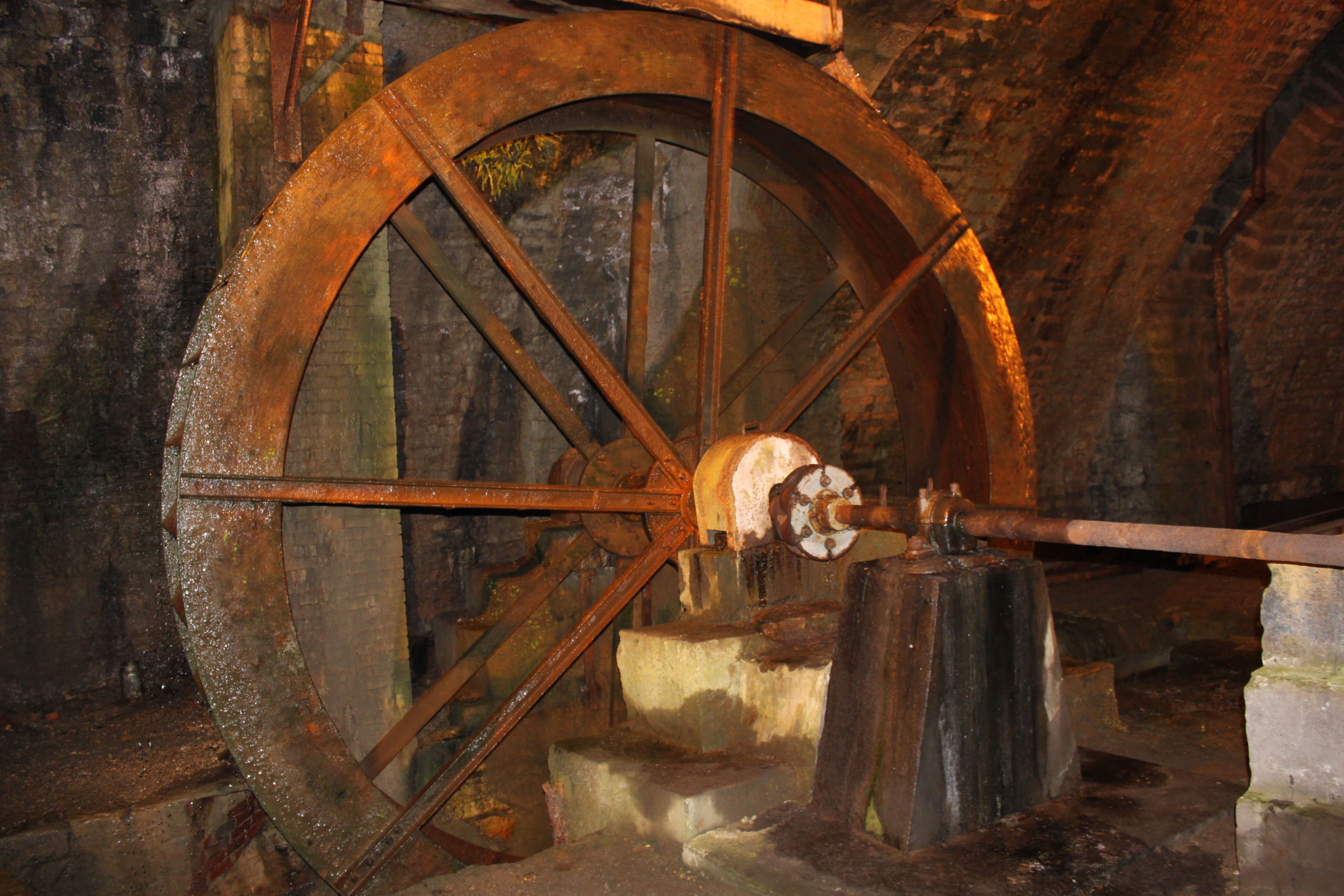
Wasserrad
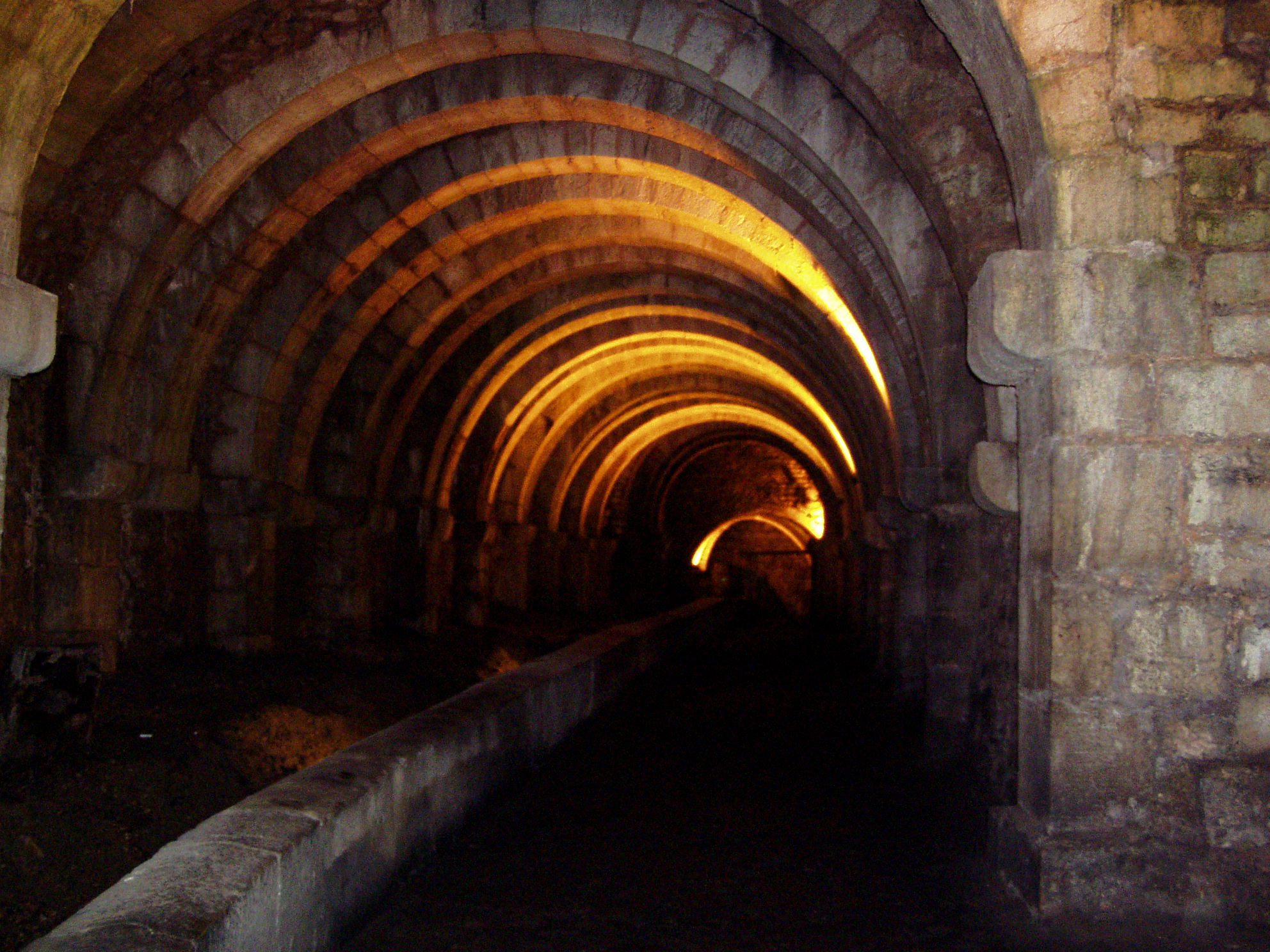
Im Stollen
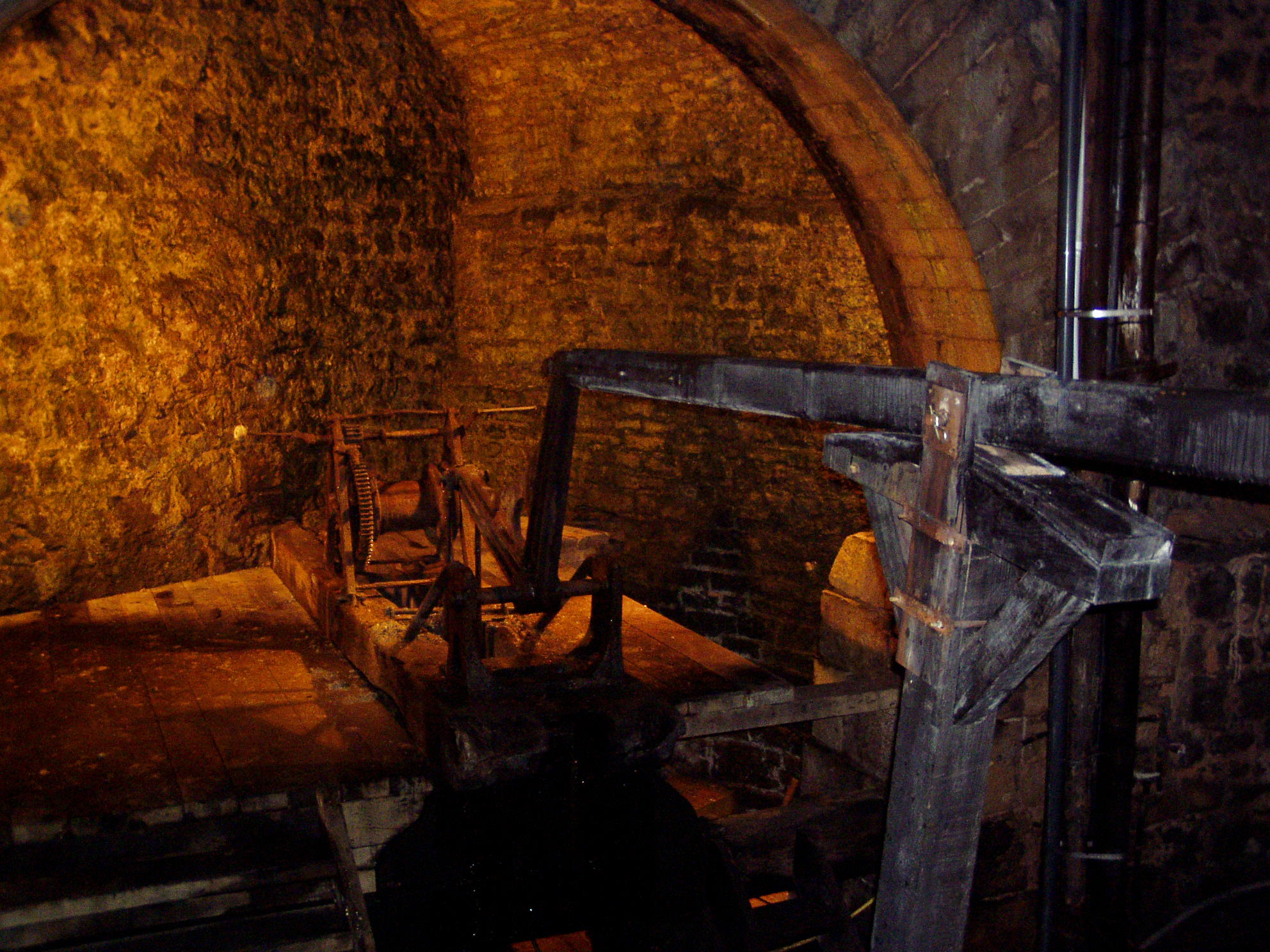
Pumpwerk
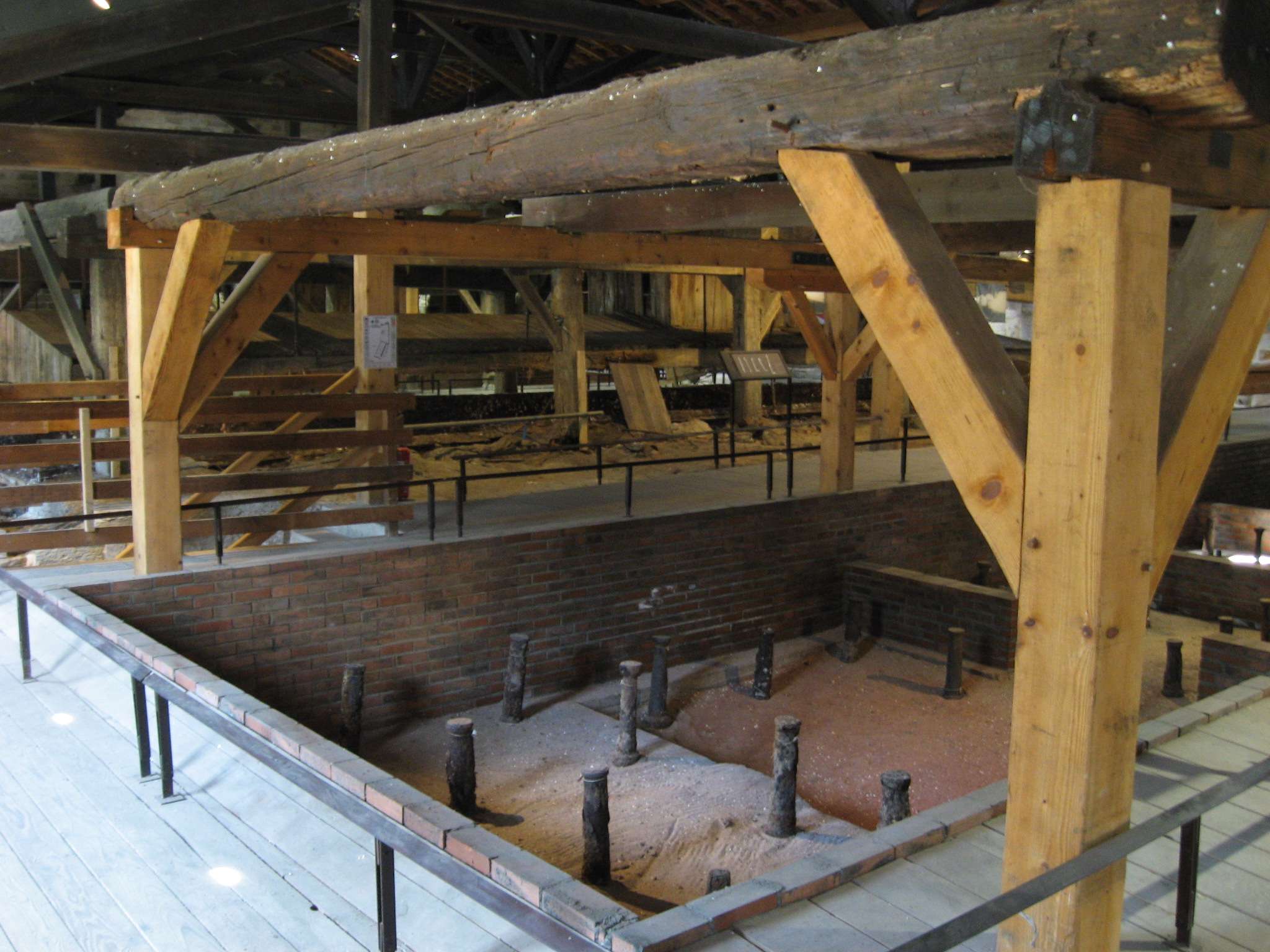
Becken zur Salzgewinnung
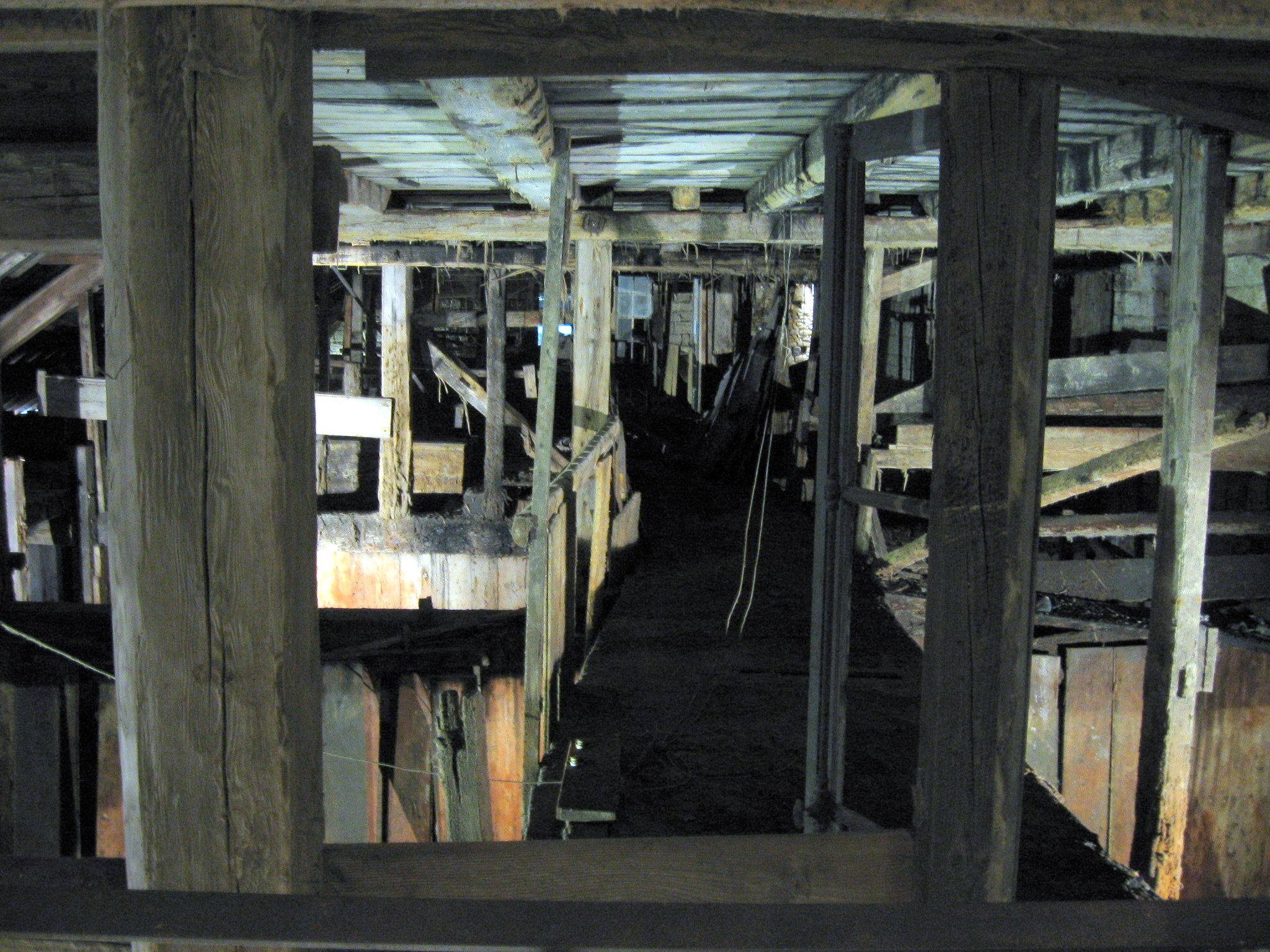
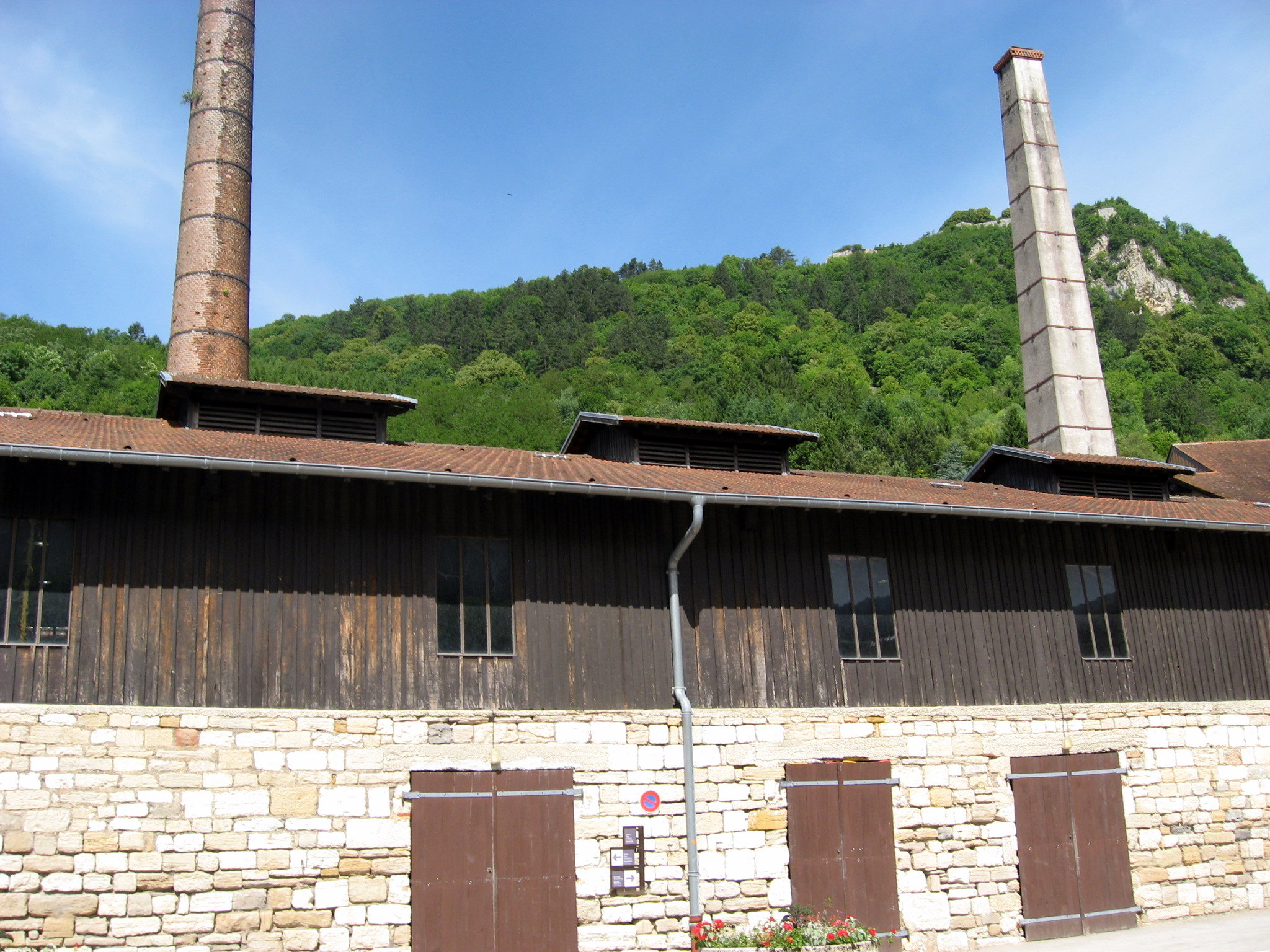
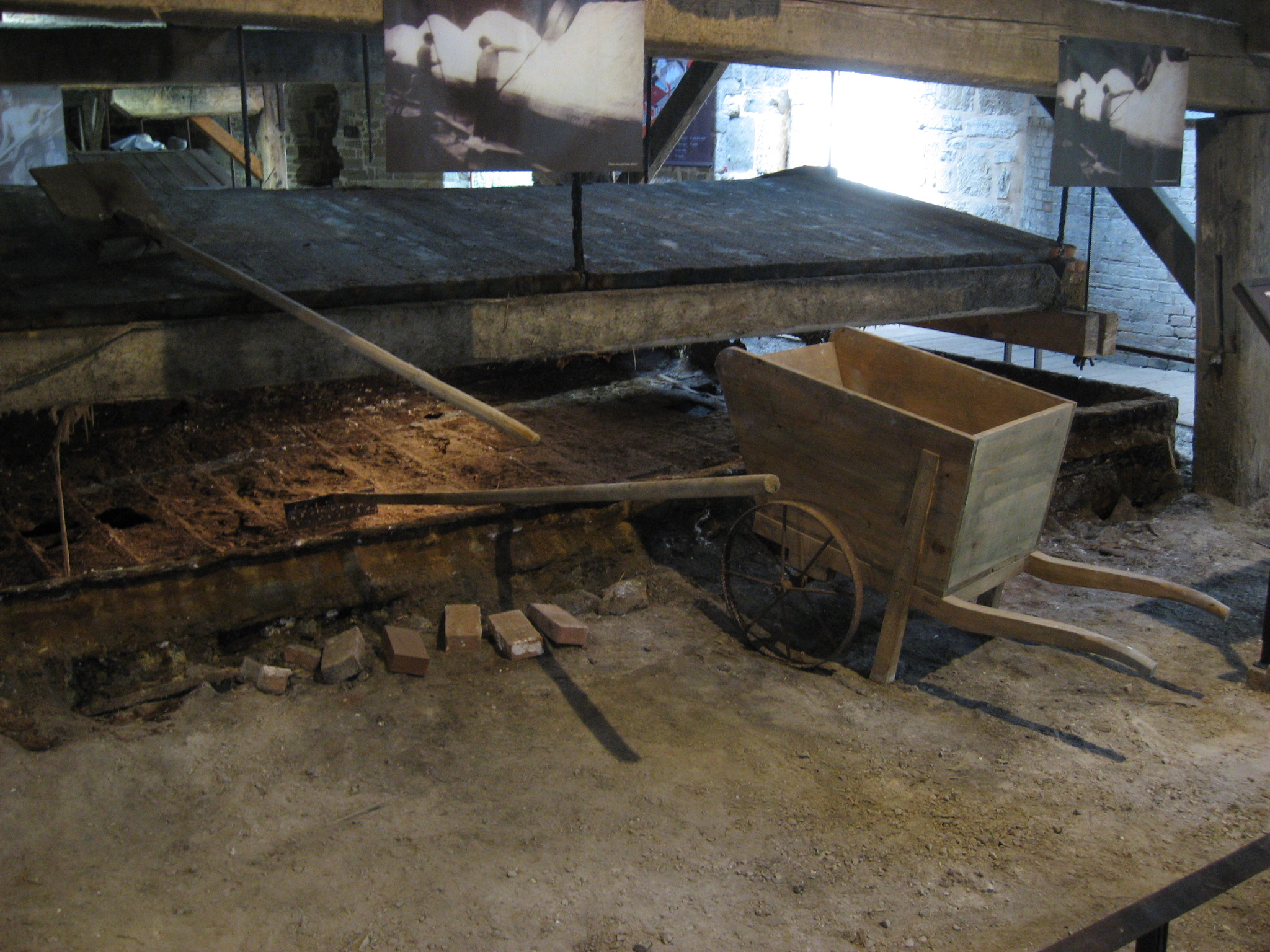
Becken zur Salzgewinnung (Original)
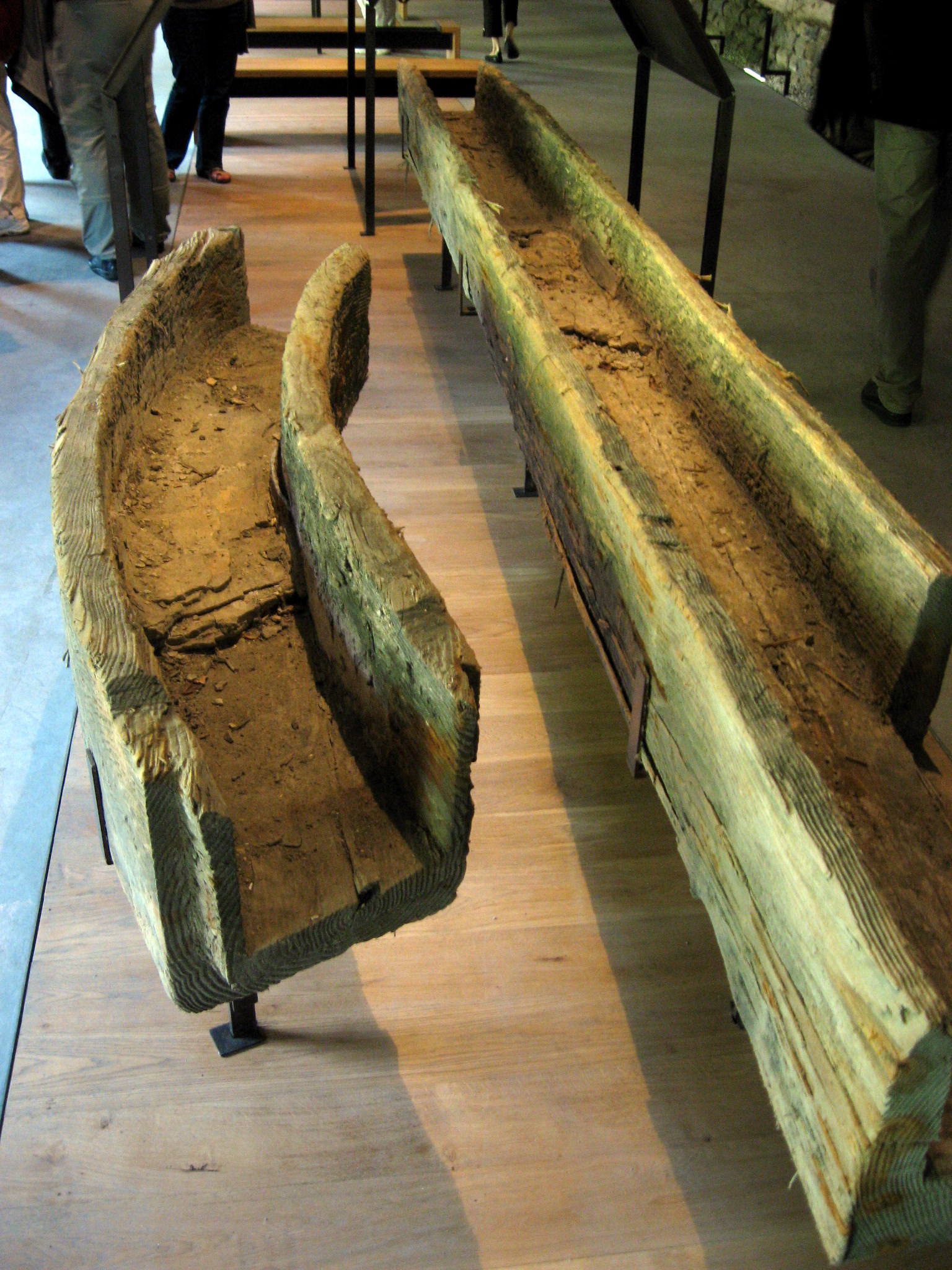
Soleleitungen

## Verkehr
Salins-les-Bains liegt an der D 472, die das Stadtgebiet durchquert. Etwa sieben Kilometer westlich verläuft die N83, die Lyon mit Straßburg verbindet. Salins hat keinen eigenen Bahnhof mehr und wird durch eine SNCF-Buslinie erschlossen. In acht Kilometer Entfernung befindet sich der Bahnhof von Mouchard, der auch vom TGV angefahren wird. Paris ist von dort in zwei Stunden erreichbar.